# Herb Polanowa
Herb Polanowa – jeden z symboli miasta Polanów i gminy Polanów w postaci herbu.

## Wygląd i symbolika
Herb przedstawia na srebrnej tarczy kroczącego w prawo czerwonego gryfa pomorskiego, trzymającego w swych łapach berło. Ogon gryfa jest również skierowany w prawą stronę. Berło, szpony i dziób gryfa są koloru złotego, a jego jęzor koloru czerwonego

## Historia
Wizerunek herbowy występuje na pieczęciach miejskich od XVI wieku. Wzór herbu ustalono 25 czerwca 1996 uchwałą nr XII/195/96 Rady Miejskiej.